# GSC3172-1343
GSC3172-1343 — хімічно пекулярна зоря спектрального класу A0, що має видиму зоряну величину в смузі V приблизно 10,0.

## Пекулярний хімічний склад
Зоряна атмосфера GSC3172-1343 має підвищений вміст 
Si
.